# ヘルシア

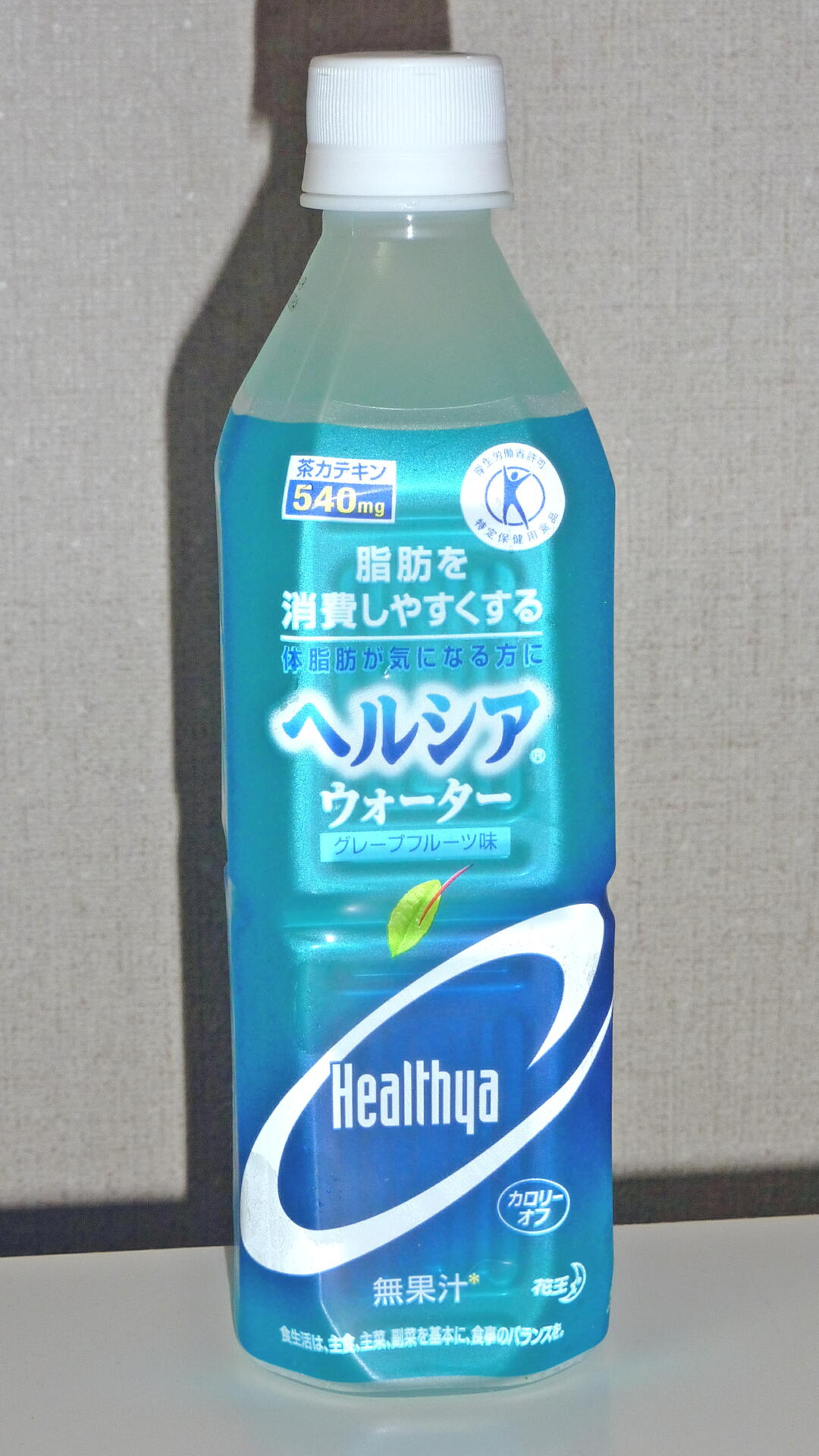
ヘルシアウォーター（グレープフルーツ味）

ヘルシア（healthya）は、キリンビバレッジが製造・発売、花王が販売している飲料のブランド（商標）である。元々は花王が製造・発売していたが、2024年8月1日付でキリンビバレッジへ商標権が譲渡された。

## 概要
生活習慣病の増加などで体脂肪を気にする消費者が増加していることから開発された。コーヒー・紅茶・ノンアルコールビールテイスト飲料以外の製品はそれぞれの飲料部門で初となる「特定保健用食品」の指定を受けた飲料である。また「特定保健用食品」に指定された飲料では唯一「エネルギーとして脂肪を消費しやすくする」の許可表示を受けた飲料でもある。2010年秋から「ヘルシア緑茶」が日本人間ドック健診協会の推薦を受けたのを皮切りに他の製品にも拡大され、現在は発売されている全製品で推薦を受けている。2015年4月のパッケージリニューアルでこれまで側面や裏面に表示されていた「日本人間ドック健診協会推薦」マークがパッケージ正面下に表記されるようになった。
2016年7月に「ヘルシア緑茶a」へのリニューアル時に、特定保健用食品で初めてとなる「脂肪を代謝する力を高め、体脂肪を減らすのを助ける」の許可表示を新たに取得し、同年10月のリニューアルで「ヘルシアあったか緑茶a」「ヘルシア緑茶すっきりa」「ヘルシア五穀めぐり茶a」「ヘルシアスパークリング（全フレーバー）」「ヘルシア紅茶a」に、2018年3月のリニューアルで「ヘルシアウォーターa」も新たな許可表示に変更。2017年4月発売の「ヘルシア緑茶うまみ贅沢仕立て」も新許可表示となっている。2019年4月に「ヘルシア緑茶α」へのリニューアル時に「内臓脂肪を減らすのを助ける」の許可表示が新たに取得された。
発売当初は緑茶のみだったが、その後スポーツドリンクや炭酸飲料とラインナップを広げている。かつては烏龍茶、ブレンド茶、紅茶、コーヒー、ノンアルコールビールテイスト飲料も発売されていた。
2018年11月に、機能性表示食品のスティック粉末タイプが発売された。ラインナップは「ヘルシア緑茶α」などに含まれる茶カテキンを機能性関与成分とした配合した緑茶風味や「ヘルシアコーヒー」に含まれるコーヒー由来クロロゲン酸類を機能性関与成分としたコーヒー風味と黒豆茶風味、松樹皮由来プロシアニジン（プロシアニジンB1）を機能性関与成分とした東方美人茶風味の4種類が存在していた。

## 沿革
- 2003年
  - 5月 - 高濃度茶カテキンを豊富に含む「ヘルシア緑茶」を発売。当初は350mlペットボトルのみの設定で、関東・甲信越地区のコンビニエンスストア限定販売だった。
  - 12月 - 「ヘルシア緑茶」の販売エリアを東海・北陸・近畿地方に拡大。
- 2004年
  - 2月 - 「ヘルシア緑茶」の販売エリアを北海道・東北・中国・四国・九州・沖縄地方に拡大したことで全国発売となる（当初は同年1月にエリアを拡大する予定だったが、先行販売エリアで予測を上回る売り上げを記録したことで安定して商品を供給できる体制を整える必要が出てきたため、2週間延期となっていた）。
  - 6月 - 「ヘルシア緑茶」の新サイズとして、340g缶×6缶パックと1Lペットボトルを新設定し、関東・甲信越地区で発売。また、販売チャネルはこれまでのコンビニエンスストアではなく、スーパー・ホームセンター・ドラッグストアでの販売となる。
  - 10月 - 「ヘルシア緑茶」の340g×6缶パック、1Lペットボトルの販売エリアを全国に拡大。遅れて、ホット専用の「ヘルシアあたたかい緑茶」をコンビニエンスストア限定で全国発売。
- 2005年3月 - 「ヘルシア烏龍茶」を発売。「ヘルシア緑茶」同様、350mlペットはコンビニエンスストア、340g缶×6缶パック・1Lペットボトルはスーパー・ホームセンター・ドラッグストアでそれぞれ販売される（2006年3月で販売終了）。
- 2006年5月 - 高濃度茶カテキンを含有するスポーツドリンク「ヘルシアウォーター」を発売。
- 2007年
  - 6月 - 「ヘルシアウォーター」に「マスカット味」を追加発売。これにあわせ、従来品は「グレープフルーツ味」に。
  - 10月 - 「ヘルシア緑茶まろやか」を発売。
- 2008年
  - 4月 - 「ヘルシア緑茶まろやか」に1Lを追加発売。「ヘルシア緑茶」の1Lサイズも背丈を低くしたミディタイプにリニューアル。また「ヘルシアウォーター マスカット味」以外の製品のパッケージをマイナーチェンジ（「ヘルシアウォーター グレープフルーツ味」は味わいを改良）。
  - 5月 - 「ヘルシアウォーター」に期間限定フレーバー「アセロラ味」を追加発売。
- 2009年
  - 5月 - 高濃度茶カテキンを含有する炭酸飲料「ヘルシアスパークリング」を発売。
  - 6月 - 「ヘルシアウォーター」に期間限定フレーバー「ウメ味」を追加発売。
  - 10月 - 冬季限定製品「ヘルシアあったか緑茶」をコンビニエンスストア（以下、CVS）限定で販売開始。2009年から花王の製品情報サイトにも掲載されるようになる。
- 2010年
  - 4月 - 「ヘルシアウォーター グレープフルーツ味」に1Lを追加発売。同時に同製品の500mlもパッケージデザインを変更したほか、緑茶・緑茶まろやかもパッケージデザインを変更し、スパークリングはラベルのサイズを縮小。
  - 5月 - 「ヘルシアウォーター」の期間限定フレーバー「ウメ味」を再発売。
- 2011年
  - 4月 - 「ヘルシアウォーター」「ヘルシアスパークリング」の風味を改良。
  - 7月 - 「ヘルシアスパークリング」に数量限定フレーバー「クリアグレープ」を発売。
  - 9月 - 苦みを抑えて飲みやすくした「ヘルシア緑茶 すっきり」を発売。
  - 10月 - 「ヘルシアウォーター」に期間限定フレーバー「ゆず＆ジンジャー」を追加発売。
- 2012年
  - 4月 - 五穀（発芽玄米・大麦・とうもろこし・はと麦・大豆）を配合したブレンド茶「ヘルシア五穀めぐみ茶」を発売。
  - 5月 - 「ヘルシアスパークリング」に春夏限定の「ブラッドオレンジフレーバー」を追加発売。
  - 9月 - 「ヘルシアスパークリング」に「クリアグレープ」を追加発売。
  - 10月 - 「ヘルシアウォーター」に期間限定フレーバー「ジンジャー&レモン」を発売。遅れてホット専用「ヘルシアあったか緑茶」の販売を再開。
- 2013年
  - 4月 - 高濃度のコーヒーポリフェノール（クロロゲン酸類）を含むシリーズ初の缶コーヒー「ヘルシアコーヒー」2種（無糖ブラック、微糖ミルク）を発売。
  - 6月 - 「ヘルシアスパークリング レモン」を改良。レモンの香りや味わいをアップした。
  - 9月 - 「ヘルシアスパークリング クリアグレープ」をパッケージリニューアル。
  - 10月 - 「ヘルシアウォーター グレープフルーツ味」をパッケージリニューアル。
- 2014年
  - 3月 - 「ヘルシアコーヒー」を改良。味わいをブラッシュアップし「無糖ブラック」は芳醇で深みのある豆を新たにブレンドしたほか「微糖ミルク」は豆のブレンドを変更し、牛乳量をアップした。併せて、飲み口が大きくなった。
  - 4月 - 「ヘルシアスパークリング」に春夏限定の「白ぶどう」を発売。
  - 5月 - 「ヘルシアウォーター」に数量限定の「ウメ味」を発売。
  - 8月 - 「ヘルシアスパークリング クリアグレープ」をパッケージリニューアル。
  - 10月 - CVS限定のホット用「ヘルシアあったか緑茶」の販売を再開。
  - 11月 - 「ヘルシアスパークリング ブラッドオレンジフレーバー」をリニューアルの上、再発売。
- 2015年
  - 4月 - 「ヘルシアスパークリング レモン」をパッケージリニューアルし、同時に「ヘルシアスパークリング」の季節限定フレーバー「バレンシアオレンジフレーバー」を発売。スパークリング以外の既存の「ヘルシア」シリーズ全製品も遅れてパッケージリニューアル。
  - 5月 - 「ヘルシアウォーター」の期間限定フレーバー「マスカット味」をリニューアルの上、約7年ぶりに再発売。
  - 7月 -
    - 「ヘルシアスパークリング」に「ピーチフレーバー」を追加し、イオングループ（イオン、ダイエーマックスバリュ）限定で発売[2]。
    - シリーズ初の紅茶飲料（ストレートティー）「ヘルシア紅茶」をセブン&アイグループ（セブン-イレブン、イトーヨーカドー、ヨークマート、ヨークベニマル、シェルガーデン、そごう・西武）で先行発売[3]。

  - 10月 - 「ヘルシアスパークリング」の期間限定フレーバー「白ぶどう」をパッケージリニューアルの上、約1年2ヶ月ぶりに再発売。同時に、CVS限定のホット用「ヘルシアあったか緑茶」をパッケージリニューアルの上、販売を再開。
- 2016年
  - 4月 - 「ヘルシアスパークリング」の期間限定フレーバー「ブラッドオレンジフレーバー」をパッケージリニューアルの上、再々発売。
  - 6月 -
    - 「ヘルシアスパークリング」に「ピンクグレープフルーツフレーバーa」を追加し、イオングループ（イオン、ダイエー、マックスバリュ）限定で発売[4]。
    - 前年にイオングループ限定で発売されていた「ピーチフレーバー」を期間限定フレーバーとして全業態に拡大して発売。

  - 7月 -
    - シリーズ初のノンアルコールビールテイスト飲料「ヘルシアモルトスタイル」をイオングループ（イオン、ダイエー、マックスバリュ、イオンスーパーセンター、ザ・ビッグ、カスミ、マルエツ、まいばすけっと、マルナカ、ピーコックストア、アコレ及び静岡県のウエルシア、ハックドラッグの一部店舗）限定で発売[5]。
    - 「ヘルシア緑茶」を「ヘルシア緑茶a」としてリニューアル。新許可表示の取得に合わせて発売以来初めてラベルデザインを刷新し、350mlは新たにスリムボトルを設定した。

  - 10月
    - CVS限定のホット用「ヘルシアあったか緑茶」を「ヘルシアあったか緑茶a」としてリニューアル。コールド用の「ヘルシア緑茶a」同様に新許可表示を取得し、パッケージをリニューアルした。
    - 「ヘルシア緑茶すっきり」「ヘルシア五穀めぐり茶」「ヘルシアスパークリングa レモン」を「ヘルシア緑茶すっきりa」「ヘルシア五穀めぐり茶a」「ヘルシアスパークリングv レモン」としてリニューアルしたほか「ヘルシア五穀めぐり茶a」は中身も改良した。同時に、2015年4月に発売した「ヘルシアスパークリング バレンシアオレンジフレーバー」を「ヘルシアスパークリング バレンシアオレンジフレーバーa」としてリニューアルし再発売、イオングループ限定の「ヘルシアスパークリング ピンクグレープフルーツフレーバーa」とセブン&アイ・ホールディングス限定の「ヘルシア紅茶」も「ヘルシアスパークリング ピンクグレープフルーツフレーバー」「ヘルシア紅茶a」としてリニューアルした。
- 2017年
  - 4月 - 「ヘルシア緑茶 うまみ贅沢仕立て」を発売。
  - 5月 - セブン&アイ・ホールディングス限定で発売されていた「ヘルシア紅茶a」を本格発売。
  - 6月 - 「ヘルシアスパークリング」に「パッションフルーツフレーバー」を追加し、イオングループ限定で発売。
  - 7月 - イオングループ限定で発売されていた「ヘルシアモルトスタイル」をパッケージリニューアルの上、本格発売。
- 2018年
  - 1月 - ペットボトル入りの全製品を対象に、同年1月1日出荷開始分よりメーカー希望小売価格（税別）の改定が発表された。この改定により、350ml/500ml入り製品は一律20円（税別）、「ヘルシア緑茶a」の1Lペットボトルは49円（税別）それぞれ値下げされた[6]。
  - 3月 - 「ヘルシアウォーター グレープフルーツ味」を「ヘルシアウォーターa」としてリニューアル。新許可表示の取得に加え、中身もはちみつを加える改良が行われ、発売当初から配合されていた果汁が省かれた。
  - 4月 - 「ヘルシア緑茶 うまみ贅沢仕立て」に1Lペットボトルが追加発売され、同時に500mlペットボトルはパッケージデザインがリニューアルされた。
  - 11月 - ブランド初の機能性表示食品（スティック粉末タイプ）「茶カテキンの力 緑茶風味」、「クロロゲン酸の力 コーヒー風味」「クロロゲン酸の力 黒豆茶風味」を一部ECサイトにて先行発売。
- 2019年
  - 3月
    - 「ヘルシアウォーター」の限定フレーバー「ライチ味」を発売[7]。
    - 「茶カテキンの力 緑茶風味」「クロロゲン酸の力 コーヒー風味」「クロロゲン酸の力 黒豆茶風味」の店頭販売を開始。

  - 4月 - 「ヘルシア緑茶a」を「ヘルシア緑茶α」としてリニューアル。新許可表示の取得に加え、1Lペットボトルは350mlペットボトル3本分相当量の1050mlに増量、ハーフラベル仕様に変更された。
  - 10月 - 機能性表示食品「プロシアニジン ポリフェノールの力」を発売。本品は「ヘルシア」で初となるカフェインゼロ設計となる。
- 2020年
  - 3月 - 「ヘルシア緑茶 うまみ贅沢仕立て」を「ヘルシア緑茶 うまみ贅沢仕立てα」としてリニューアル。「ヘルシア緑茶α」同様に新許可表示を取得し、ゴールド基調のパッケージデザインに変更。同時に「ヘルシア緑茶α」もパッケージデザインを変更してリニューアルされた。
  - 4月 - 「ヘルシアウォーターa」を「ヘルシアウォーターs」としてリニューアル。味わいが改良され、パッケージデザインが変更された。
  - 6月 - 「ヘルシア」の飲料製品で初の機能性表示食品となる「ヘルシア myリズム」をセブン-イレブンで先行発売（7月には他の店舗でも数量限定発売）[8]。
- 2021年
  - 7月 -
    - 前年に数量限定発売されていた「ヘルシア myリズム」を全業態に拡大し、本格発売（本格発売に際し、機能性表示食品の届出番号を変更（E231→F694）し、商品名を「ヘルシア myリズムs」に変更）[9]。
    - 粉末飲料「茶カテキンの力 緑茶風味」「プロシアニジン ポリフェノールの力」のパッケージデザインを変更してリニューアル。

  - 8月 -
    - 「ヘルシア緑茶α」（350ml）・「ヘルシア緑茶 うまみ贅沢仕立てα」（500ml）にラベルレスを追加し、一部のECサイト限定で発売（それぞれ24本入りのケース販売のみの設定）[10]。
    - 「ヘルシア myリズム」にレモンフレーバーの「レモンなひととき（商品名：ヘルシア myリズムa）」を追加し、イオン限定で発売。

  - 10月 -
    - 機能性表示食品「ヘルシアW いいこと巡り」シリーズを発売。ペットボトル入りのブレンド茶「いいこと巡り茶」と粉末飲料「いいこと巡り コーヒー風味」「いいこと巡り 黒豆茶風味」の3種類をラインナップする。
    - 株式会社マツキヨココカラ&カンパニーとの共同企画として「ヘルシア myリズム」に粉末飲料の「Aroma Time（アロマタイム）」を追加し、マツモトキヨシグループ・ココカラファイングループ限定で発売[11]。
- 2022年
  - 3月 - 「ヘルシアW いいこと巡り茶」にラベルレスを追加し、一部のECサイト限定で発売（24本入りのケース販売のみの設定）[12]。
  - 6月 - 「ヘルシアW いいこと巡り茶」に1Lを追加し、一部のECサイトで先行発売（秋より店頭販売も開始）[13]。
  - 11月 - 
    - 「ヘルシア myリズム」に「冬季限定ブレンド茶（商品名:ヘルシア myリズムb）」を追加し、セブン-イレブン限定で発売。
    - マツキヨココカラ&カンパニー限定品「ヘルシア myリズム Aroma Time」に30本入を追加発売。
- 2023年
  - 秋 - 「ヘルシア myリズム Aroma Time」を除く全製品のパッケージデザインを変更。「茶カテキンのチカラα 緑茶風味」は西尾産抹茶が追加された。（自然切替）
  - 12月 - キリンホールディングス株式会社との共創によりプラズマ乳酸菌を配合した「ヘルシア緑茶プラス 免疫ケア」をウエルシア薬局とAmazon.co.jpにて数量限定で発売[14]。
- 2024年
  - 2月1日 - キリンホールディングス傘下のキリンビバレッジに売却すると発表。
  - 7月31日 - この日をもって花王での「ヘルシア」全製品の製造・出荷を終了。
  - 8月1日 - キリンビバレッジへのブランド譲渡を完了。
  - 8月6日 - 「ヘルシア緑茶α」「ヘルシア緑茶贅沢仕立てα」「ヘルシアウォーターs」の3製品をキリンビバレッジより発売（ただし、販売元は従来通り花王となる）[15]。

## 異物混入事件
2008年4月、除草剤の成分である「グリホサート」が検出される事件があった。それを飲んだ人の体調不良の訴えがあり、通報のち発覚。第三者による混入が疑われるものの、警察のこれまでの捜査において原因や犯人につながる証拠は見つかっていない。

### 本件の経緯
- 3月26日：客が都内のスーパーにて『ヘルシア緑茶』（350ml・ペットボトル）を2本購入し、自宅の冷蔵庫に保管した。
- 3月27日：そのうちの1本を飲用したが、商品に異状はなかった。
- 3月31日：もう1本を飲もうとして、口に含んだところ味がおかしいことに気づいてすぐに吐き出し、夜間に花王緊急受付センターに連絡をした。
- 4月1日：朝、花王から購入者に電話をし、購入者の指定の時間15：20に花王社員が購入者宅を訪問。状況を伺い現品の引取りを実施。
- 4月2日：引取り商品を花王鹿島工場にて分析開始。
- 4月3日：分析の結果、午後に異物混入が認められた。この結果を夕方に購入者に電話で連絡した際に、体調が回復した旨の報告を受ける。客が購入した店舗から当該商品を撤去。この経緯を、保健所に届けるとともに花王の管轄警察署に一報。
- 4月4日：調査を進めるとともに、花王管轄警察署、スーパー、スーパー管轄警察署、保健所と協議のうえ、公表することを決定。

## ラインナップ
現行品は外部リンクを参照。

### 過去
- ヘルシア烏龍茶（350ml、1L、340g缶×6）- ウーロン茶飲料。2006年3月末製造終了。
- ヘルシアあったか緑茶a（345ml） - 「ヘルシア緑茶a」のホット仕様。カフェインを「ヘルシア緑茶」に比べて、1本（345ml）あたり60mgに低減されている。季節限定ながら定番化している製品で、コンビニエンスストア限定販売。2017年3月製造終了。
- ヘルシア緑茶まろやか（350ml,1L） - 「ヘルシア緑茶」に比べ、苦味を抑えている。また、茶由来のカフェインも1本（350ml）あたり60mgに抑えられている（通常のヘルシア緑茶は1本(350ml)あたり80mg）。「ヘルシア緑茶すっきり」へ継承のため、1Lは2011年5月製造終了、350mlも同年9月製造終了。
- ヘルシア緑茶すっきりa（350ml） - 緑茶飲料。以前発売されていた「ヘルシア緑茶まろやか」の後継商品。2017年9月製造終了。
- ヘルシア五穀めぐみ茶a（500ml） - ブレンド茶。なお、イオングループでは通常品とは異なるラベルデザインの「特別デザインボトル」が発売されていた。2018年4月製造終了。
- ヘルシア紅茶a（350ml） - 紅茶飲料（ストレートティー）。茶由来のカフェインは1本（350ml）あたり48mgに抑えられている。2022年3月製造終了。
- ヘルシアウォーター - 「グレープフルーツ味」の1L以外は期間・数量限定で発売されていたフレーバーである。
  - グレープフルーツ味（1L） - 2017年10月製造終了。
  - アセロラ味（500ml） - 2009年6月をもって生産・販売を終了。
  - ウメ味（500ml） - 少量のウメ果汁を使用（表記上は無果汁）。茶カテキン含有量はグレープフルーツ味と同様で、ウォーター グレープフルーツ味同様に、カフェイン含有量は1本（500ml）あたり15mgである。2009年6月に約3ヶ月間の期間限定で発売された後、2010年5月・2014年5月と2度再発売されていた。2014年7月製造終了。
  - ゆず&ジンジャー（500ml） - 2012年4月製造終了。
  - ジンジャー&レモン（【無果汁】500ml） - ビタミンCも配合している。2013年3月製造終了。
  - マスカット味（【無果汁】500ml） - 2007年6月～2008年5月の約1年間販売されていたが、約7年ぶりに再発売された。デザイン基調はグレープフルーツ味と同じだが、「WATER」が「water」となって手書き調になるなど多少の違いがある。また、ビタミンCも配合されている。2015年9月製造終了。
- ヘルシアスパークリング - 「レモン」以外は期間・数量・販売店限定で発売されていたフレーバーである。
  - レモン（500ml）[商品名:ヘルシアスパークリングv レモン] - 少量のレモン果汁を使用（表記上は無果汁）。本格発売となった「ヘルシア myリズム」へ継承のため、2021年7月製造終了。
  - クリアグレープ（500ml） - 少量のグレープ果汁を使用（表記上は無果汁）。2011年8月に一旦製造を終了したが、2012年9月、2013年9月、2014年8月と3度リニューアルによって販売を再開しており、季節限定ながら定番化しつつあるフレーバーとなっていた。2015年3月製造終了。
  - 白ぶどう（【無果汁】500ml） - 少量の果汁を使用。期間限定フレーバー。2014年4月～8月までの約4ヶ月間と、2015年10月～2016年3月までの約半年間発売された。
  - ブラッドオレンジフレーバー（【無果汁】500ml） - 期間限定フレーバー。2012年9月に一旦製造を終了したが、2014年11月にリニューアルし、2016年4月～同年6月までの約2ヶ月間発売されていた。
  - ピーチフレーバー（【無果汁】500ml） - 元々はイオングループ（イオン・ダイエー・マックスバリュ）限定フレーバーとして発売されていたが、2016年6月に期間限定フレーバーとして、全業態に拡大した。2016年10月製造終了。
  - バレンシアオレンジフレーバーa（【無果汁】500ml） - 期間限定フレーバー。2015年4月から同年10月まで発売されており、約1年ぶりの再発売となる。2017年4月製造終了。
  - ピンクグレープフルーツフレーバー（【無果汁】500ml） - イオングループ（イオン・ダイエー・マックスバリュ）限定フレーバー
  - キウイフルーツフレーバー（【無果汁】500ml） - イオングループ限定フレーバー
  - パッションフルーツフレーバー（【無果汁】500ml） - イオングループ限定フレーバー
- myリズム レモンなひととき（商品名:ヘルシア myリズムa、【無果汁】500ml） - イオングループ限定発売
- コーヒー 無糖ブラック（185g） - コーヒーポリフェノール（クロロゲン酸類）を含み、原材料がコーヒーのみの無糖タイプの缶コーヒー。2022年3月製造終了。
- コーヒー 微糖ミルク（185g） - コーヒーポリフェノール（クロロゲン酸類）を含むミルク・砂糖入りの微糖タイプの缶コーヒー。2022年3月製造終了。
- ヘルシアモルトスタイル（350ml） - 元々はイオングループ限定で発売されていたノンアルコールビールテイスト飲料。20歳以上の方の飲用を想定した製品だったこともあり、パッケージにはその旨が記載されていた。2019年9月製造終了。
- ヘルシア 茶カテキンの力 緑茶風味（6本,30本） - スティックタイプの粉末飲料。6本は2024年3月末、30本は同年7月末に順次製造終了。
- ヘルシア クロロゲン酸の力 黒豆茶風味（15本） - スティックタイプの粉末飲料。「ヘルシアW いいこと巡り 黒豆茶風味」の発売に伴い、2021年10月製造終了。
- ヘルシア クロロゲン酸の力 コーヒー風味（15本） - スティックタイプの粉末飲料。「ヘルシアW いいこと巡り コーヒー風味」の発売に伴い、2021年10月製造終了。
- ヘルシア プロシアニジン ポリフェノールの力（15本） - スティックタイプの粉末飲料。2024年7月末製造終了。
- ヘルシアW
  - いいこと巡り茶（500ml,1L） - クロロゲン酸類を機能性表示成分として含有するブレンド茶飲料。カフェインゼロ。2024年3月末製造終了。
  - いいこと巡り コーヒー風味（15本） - スティックタイプの粉末飲料。「ヘルシアW いいこと巡り 黒豆茶風味」へ統合のため、2023年9月末製造終了。
  - いいこと巡り 黒豆茶風味（15本） - スティックタイプの粉末飲料。2024年7月末製造終了。
- ヘルシア myリズム - 「Aroma Time」マツキヨココカラ&カンパニー限定発売となるスティックタイプのフレーバーコーヒーの粉末清涼飲料。6本は2023年9月末製造終了。30本は「スパークリング グリーンキウイフレーバー」と共に2024年7月末製造終了。
  - スパークリング グリーンキウイフレーバー（500ml） - 元々は「ヘルシア myリズム」の名称で発売されていたが、2023年秋のパッケージリニューアルで製品名が変更された。
  - Aroma Time Vanilla Rose（6本,30本）
  - Aroma Time Roast Caramel（6本,30本）

## イメージキャラクター

### 現在
なし。

### 過去
- 神保悟志
- 沢井美優
- 香川照之
- 菅野美穂
- 藤原竜也
- 柳沢慎吾
- 江角マキコ（緑茶すっきり）
- 瀬戸朝香（五穀めぐみ茶）
- ほしのあき（スパークリング）
- 塚本高史（ヘルシアウォーター・スパークリング）
- パトリック・ハーラン（ヘルシアコーヒー）
- 松井秀喜（ヘルシアコーヒー）
- 渡部建(アンジャッシュ)（モルトスタイル）

## テレビ番組
- 日経スペシャル ガイアの夜明け やってみなはれ! 〜技術で乗り込め未知の市場〜（2003年10月28日、テレビ東京）[16]。